# خوان مانويل أوليفا
خوان مانويل أوليفا هو سياسي مكسيكي، ولد في 23 يناير 1960 في ليون في المكسيك. نشط حزبياً في حزب العمل الوطني. وقد انتخب عضو مجلس الشيوخ المكسيكي ‏ وانتخب Governor of Guanajuato ‏.